# Bombarda (instrument)
La bombarda és un aeròfon, un instrument musical de vent de fusta, enquadrat en la família de l'oboè. Antigament existia una àmplia família d'instruments de vent amb aquesta denominació. Es feien servir al costat de l'oboè abans d'anar desapareixent de molts àmbits musicals. Actualment segueix existint a llocs com a la Bretanya, on hi ha instruments tradicionals com el "vombard" o el "talabard" que són bombardes. El nom de "bombarda" també s'utilitza per a referir-se a un registre d'orgue, que normalment comprèn diversos tubs de diferents mides.

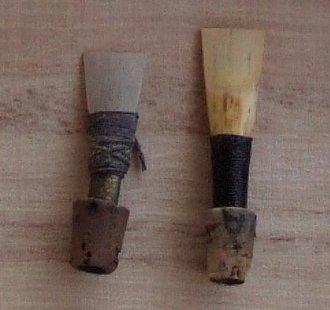
Inxes de bombarda

Hi ha compost de tres parts: l'embocadura, el cos i el pavelló.
- el cos, lleugerament cònic i recte, consta de sis o set forats, o més si se li afegeixen claus.
- el pavelló, fet amb una altra peça de la mateixa fusta, és de forma acampanada, i s'encaixa amb l'extrem inferior del tronc.
- l'embocadura, que porta encaixada una llengüeta doble canya.

L'instrument es fabrica amb un tipus de fusta dura, com les de boix, perera, guayacán, palissandre o banús; i pot anar decorat amb anells d'estany, de banya, de diverses fustes o fins i tot de vori.
La seva tonalitat és generalment en si bemoll, amb dues octaves diatòniques, igual que la gaita escocesa que s'empra a Bretanya (però no la usada a la pròpia Escòcia, que està en la). Hi ha bombardes en moltes altres tonalitats (fa, sol, sol#, la, sib, si, do, re), segons la regió.
Pot tocar-se en parella (formant duet amb una, "biniou kozh" o la "biniou braz", gaites escoceses), per acompanyar les danses bretones, formant part d'una agrupació instrumental anomenada "bagad" o acompanyada per un orgue.
La bombarda té un so clar i potent, que arriba lluny. De fet, exigeix tenir una bona bufera i un bombardista rarament pot tocar durant molta estona seguida. Habitualment, el que fa és tocar una frase musical i a continuació el músic es recupera mentre altres instruments repeteixen la frase.